# Ablastung
Unter Ablastung versteht man die nachträgliche Verringerung der zulässigen Gesamtmasse von Fahrzeugen gegenüber dem ursprünglichen serienmäßigen Zustand.
Diese Maßnahme kann aus folgenden Gründen sinnvoll sein:
- Geringere Kraftfahrzeugsteuer bei nach Gewicht versteuerten Fahrzeugklassen.
- Geringere Versicherungstarife bei einigen Fahrzeugklassen (Lieferwagen).
- Anpassung des Fahrzeugs an die Fahrerlaubnisklasse des Fahrers.
- Umgehung gewichtsabhängiger Beschränkungen (Sonntagsfahrverbot, LKW-Maut)[2]

Das verringerte zulässige Gesamtgewicht muss in den Fahrzeugpapieren eingetragen werden. Da das Fahrzeug technisch unverändert bleibt, sinkt die Nutzlast um den Betrag der Ablastung. Es ist darauf zu achten, dass auch nach der Ablastung noch eine sinnvolle Nutzlast erhalten bleibt.
Das geänderte, also das abgelastete zulässige Gesamtgewicht (Zulassungsbescheinigung Teil I „F1, F2“) darf nicht weniger als 125 % des unter „G“ eingetragenen Leergewichts betragen. Der Antrag auf Ablastung kann bei einer amtlich anerkannten Überwachungsorganisation nach Anlage VIII b StVZO (TÜV, GTÜ, DEKRA usw.) gestellt werden. Die Vorlage der Zulassungsbescheinigung I reicht aus. Die dann ausgestellte Bescheinigung ist der Zulassungsbehörde vorzulegen, die eine neue Zulassungsbescheinigung I ausstellt. Eine Beladung des Fahrzeugs auf das ursprüngliche zulässige Gesamtgewicht vor der Ablastung stellt in der Regel eine bußgeldpflichtige Überladung dar.

## Ablastungsregeln in Europa
Europaweit gilt für das Ablasten die EG-Rahmenrichtlinie 2007/46. Die darauf basierende Ablastung wird in der Zulassungsbescheinigung und auch auf dem Typenschild am Fahrzeug selbst vermerkt. Beim Leergewicht greift neben der oben bereits erwähnten Richtlinie zusätzlich die EU-Verordnung Nr. 1230/2012, die Abmessungen und Gewichte festlegt und auf die DIN EN 1646-2 folgte.